# The Tatami Galaxy
The Tatami Galaxy (jap. 四畳半神話大系 Yojōhan shinwa taikei) – powieść autorstwa Tomihiko Morimiego, opublikowana nakładem wydawnictwa Ohta Publishing w grudniu 2004. Sequel powieści, zatytułowany Wehikuł Tatami, ukazał się w lipcu 2020 nakładem wydawnictwa Kadokawa Shoten. 
Na podstawie The Tatami Galaxy powstał 11-odcinkowy serial anime, wyprodukowany przez studio Madhouse, który był emitowany od kwietnia do lipca 2010 w bloku programowym Noitamina na antenie Fuji TV. Seria ONA, oparta na powieści Wehikuł Tatami i wyprodukowana przez studio Science Saru, zadebiutowała we wrześniu 2022 na platformie Disney+.

## Fabuła
The Tatami Galaxy opowiada historię nieznanego z imienia studenta trzeciego roku Uniwersytetu w Kioto, wykorzystując koncepcję równoległych wszechświatów do ukazania, jak wyglądałoby jego życie, gdyby dołączył do innego klubu studenckiego. Większość odcinków serialu podąża za tym samym schematem: protagonista zapisuje się do koła na pierwszym roku, lecz szybko przeżywa rozczarowanie, gdy działalność klubu nie prowadzi do wyidealizowanego „różowego życia studenckiego”, o którym marzył. Spotyka Ozu, innego studenta, którego zachęty popychają go do misji o wątpliwej moralności. Zbliża się do Akashi, studentki drugiego roku inżynierii, i składa jej obietnicę, zazwyczaj w kontekście romantycznym. Napotyka wróżbitkę, która zagadkowo mówi mu o okazji „wiszącej” tuż przed jego oczami; to przypomina mu o breloczku mochiguman, zgubionym przez Akashi i odnalezionym przez protagonistę, który wiesza go na włączniku światła w swoim mieszkaniu, ale ciągle zapomina go jej zwrócić. Wątpliwa misja kończy się dla niego porażką, przez co zaczyna żałować swojego życia i zastanawiać się, jak wyglądałoby ono, gdyby wybrał inne koło. Czas cofa się, a kolejny odcinek ponownie przedstawia go jako pierwszoroczniaka, tym razem zapisującego się do innego klubu.

## Bohaterowie
- Protagonista / Ja (jap. 私 Watashi)

Seiyū: Shintarō Asanuma 
- Ozu (jap. 小津)

Seiyū: Hiroyuki Yoshino 
- Akashi (jap. 明石)

Seiyū: Maaya Sakamoto 
- Seitarō Higuchi (jap. 樋口 清太郎 Higuchi Seitarō)

Seiyū: Keiji Fujiwara 
- Masaki Jōgasaki (jap. 城ヶ崎 マサキ Jōgasaki Masaki)

Seiyū: Jun’ichi Suwabe 
- Ryōko Hanuki (jap. 羽貫 涼子 Hanuki Ryōko)

Seiyū: Yūko Kaida 
- Kaori (jap. 香織)

Seiyū: Mamiko Noto 
- Aijima (jap. 相島)

Seiyū: Setsuji Satō 
- Wróżbitka (jap. 老婆 Rōba)

Seiyū: Ako Mayama 

## Powieść
The Tatami Galaxy zostało po raz pierwszy opublikowane w Japonii 10 grudnia 2004 nakładem wydawnictwa Ohta Publishing. W marcu 2008 ukazała się reedycja, wydana nakładem Kadokawa Shoten. 
Powieść z 2006 roku Night Is Short, Walk On Girl autorstwa Morimiego stanowi duchowego następcę The Tatami Galaxy, dzieląc to samo uniwersum oraz niektóre postacie.
The Tatami Galaxy doczekało się kontynuacji zatytułowanej Wehikuł Tatami (jap. 四畳半タイムマシンブルース Yojōhan taimu mashin burūsu), inspirowanej sztuką teatralną oraz filmem Summer Time Machine Blues autorstwa Makoto Uedy. Powieść została opublikowana w Japonii 29 lipca 2020.

## Anime
Anime The Tatami Galaxy zostało wyprodukowane przez studio Madhouse. Reżyserią zajął się Masaaki Yuasa, a scenariusz napisali Yuasa i Makoto Ueda. Muzykę skomponowała Michiru Ōshima. Serial był emitowany od 22 kwietnia do 1 lipca 2010 w bloku programowym Noitamina stacji Fuji TV. Motywem otwierającym jest utwór „Maigoinu to ame no Beat” zespołu Asian Kung-Fu Generation, a piosenką końcową „Kamisama no iutōri” (jap. 神様のいうとおり) w wykonaniu Etsuko Yakushimaru. 
W Polsce pokazy anime odbyły się podczas 17. edycji Międzynarodowego Festiwalu Filmów Animowanych Animator, a pierwszy z nich miał miejsce 27 czerwca 2024.
12 sierpnia 2021 ogłoszono, że powieść Wehikuł Tatami otrzyma adaptację anime. Seria, później ujawniona jako ONA, została wyprodukowana przez studio Science Saru, reżyserią zajął się Shingo Natsume, a scenariusz napisał Makoto Ueda. Projekty postaci stworzył Yusuke Nakamura, muzykę skomponowała Michiru Ōshima, a większość oryginalnej japońskiej obsady powróciła do swoich ról. Zespół Asian Kung-Fu Generation wykonał motyw przewodni „Demachiyanagi Parallel Universe”. 6-odcinkowa seria miała premierę wyłącznie na platformie Disney+ w Japonii 14 września 2022, a wersja filmowa trafiła do kin 30 września. Wydanie na Disney+ zawierało dodatkowy odcinek, który nie znalazł się w kompilacji kinowej – został on udostępniony 12 października 2022 wraz z finałowym epizodem serii.